# Croci commemorative delle operazioni in Afghanistan
La prima Croce commemorativa delle operazioni in Afghanistan fu istituita nel 2003 a seguito della partecipazione dell'Italia alle missioni multinazionali Enduring Freedom, primo atto della Guerra al terrorismo e ISAF.
Nel 2007 una analoga Croce fu istituita per la Guardia di Finanza, dopo che questa era stata autorizzata a partecipare alla missione ISAF.
Il riconoscimento spetta anche a coloro che hanno concorso curando le occorrenti predisposizioni in Italia, senza recarsi in Afghanistan.

## Croce commemorativa delle operazioni in Afghanistan per il personale del Ministero della Difesa
Con decreto del Ministero della difesa del 15 gennaio 2003 è stata istituita la Croce commemorativa, con nastrino e diploma per le benemerenze acquisite dal personale militare e civile del Ministero della difesa, dal personale del Corpo Militare Volontario  della Croce Rossa Italiana e dal personale del Corpo delle Infermiere Volontarie della Croce Rossa Italiana in relazione alle operazioni militari multinazionali in Afghanistan, in concorso al mantenimento della sicurezza internazionale, Enduring Freedom e ISAF (International Security Assistance Force).

### Criteri di eleggibilità
Il riconoscimento viene attribuito al personale militare e civile del Ministero della difesa che, con alto senso del dovere e della responsabilità ed elevato spirito di sacrificio, nonché con irreprensibile comportamento disciplinare, a partire dal 7 novembre 2001 e fino al termine dell'operazione, abbia partecipato alle attività di concorso al mantenimento della sicurezza internazionale per un periodo continuativo di almeno 15 giorni, equiparato per gli equipaggi di volo a 5 missioni/70 ore di volo nella zona di operazioni.
Al personale impiegato in tempi successivi nella stessa operazione è conferita una sola decorazione.
Si prescinde da limiti temporali nei confronti di coloro che abbiano partecipato a missioni in territorio ostile o di combattimento o comunque sotto attiva e documentata minaccia nemica, ovvero che, nel corso dell'impiego, siano deceduti oppure abbiano riportato ferite o contratto malattie che ne abbiano determinato il ritiro dalla missione.
La decorazione è attribuita anche al personale che, in patria, abbia curato le predisposizioni necessarie allo svolgimento delle missioni.

### Insegne

#### Medaglia
Ha la forma di una croce patente a quattro braccia uguali, inscritta in un cerchio formato da due fronde di alloro di 40 mm. di diametro.
È in metallo argentato con attacco a nastro, pesa circa 25 gr.
Riporta sul recto, in rilievo, al centro, la scritta "Per la sicurezza".
Sul verso, al centro è posta una stella a cinque punte.

#### Nastro
Di seta, largo 37 mm. con, in verticale, i colori della bandiera italiana e quelli della bandiera afghana.

#### Fascette
Sul nastro è apposta una fascetta metallica di color argento, raffigurante un serto d'olivo raccolto da un cartiglio sul quale è sinteticamente iscritta, in rilievo, la denominazione dell'operazione per la quale la Croce è stata concessa.
È il Capo di Stato Maggiore della Difesa che definisce con propria decretazione, l'iscrizione da apporre sulla fascetta.

#### Nastrino
Il nastrino riporta gli stessi colori del nastro nell'identica sequenza.

### Diploma
Riporta i dati anagrafici dell'insignito, e la data del periodo di impiego nell'operazione.

## Croce commemorative delle operazioni in Afghanistan per la Guardia di Finanza
Con decreto del Ministero dell'economia e delle finanze del 23 ottobre 2007 è stata istituita la Croce commemorativa, con nastrino e diploma, per le benemerenze acquisite dal personale della Guardia di Finanza in relazione alle operazioni di concorso alle attività di mantenimento della sicurezza internazionale nell'ambito della missione ISAF in Afghanistan.

### Contesto
Nel 2001 si stabilì che la Guardia di Finanza ha anche il compito di concorrere, nell'ambito delle proprie competenze, ad assicurare il contributo nazionale alle attività promosse dalla comunità internazionale o derivanti da accordi internazionali, con particolare riguardo alle
attività volte alla ricostituzione e al ripristino dell'operatività dei corpi di polizia e delle strutture istituzionali locali deputate al contrasto delle violazioni in materia economica e finanziaria.
La partecipazione alla missione ISAF in Afghanistan di personale della Guardia di Finanza fu autorizzata nel 2006 e poi prorogata al 31 dicembre 2007.
Di conseguenza fu ravvisata l'esigenza di prevedere il conferimento di un riconoscimento analogo al precedente anche al personale militare della Guardia di Finanza che avesse concorso, anche curando le occorrenti predisposizioni in Patria, alle attività di sicurezza internazionale nell'ambito delle operazioni militari in Afghanistan.

### Criteri di eleggibilità
Il riconoscimento viene attribuito al personale Guardia di Finanza che, con alto senso del dovere e della responsabilità ed elevato spirito di sacrificio, nonché con irreprensibile comportamento disciplinare, a partire dal 1 novembre 2006 e fino al termine dell'operazione, abbia partecipato alle attività di concorso al mantenimento della sicurezza internazionale per un periodo continuativo di almeno 15 giorni, equiparato per gli equipaggi di volo a 5 missioni/70 ore di volo nella zona di operazioni.
Al personale impiegato in tempi successivi nella stessa operazione è conferita una sola decorazione.
Si prescinde da limiti temporali negli stessi casi previsti per la precedente Croce.
La medaglia è attribuita anche al personale che, in Patria, abbia curato le predisposizioni necessarie allo svolgimento delle missioni, ivi compreso il personale di altre Forze armate che presti servizio nella Guardia di Finanza.

### Insegne
Identiche alla precedente tranne che nei colori del nastro e del nastrino dove, i colori della bandiera nazionale e quelli della bandiera afgana sono separati dai tradizionali colori giallo e verde della Guardia di Finanza.
È il Comandante generale della Guardia di Finanza che definisce, con propria determinazione, l'iscrizione da apporre sulla fascetta d'argento.
Il personale della Guardia di Finanza cui è attribuita la decorazione è autorizzato a fregiarsene con le modalità precisate nelle "Disposizioni sulle uniformi della Guardia di Finanza".

### Diploma
Come per la precedente riporta i dati anagrafici dell'insignito e la data del periodo di impiego nell'operazione.